# Tittangulam
Tittangulam es una ciudad censal situada en el distrito de Thoothukudi en el estado de Tamil Nadu (India). Su población es de 9115 habitantes (2011). Se encuentra a 63 km de Thoothukudi y a 59 km de Tirunelveli.

## Demografía
Según el censo de 2011 la población de Tittangulam era de 9115 habitantes, de los cuales 4476 eran hombres y 4639 eran mujeres. Tittangulam tiene una tasa media de alfabetización del 82,54%, superior a la media estatal del 80,09%: la alfabetización masculina es del 89,23%, y la alfabetización femenina del 76,06%.